# Herwig Reiter
Herwig Reiter (* 26. Juni 1941 in Waidhofen an der Thaya) ist ein österreichischer Musikpädagoge, Dirigent und Komponist.

## Leben
Herwig Reiter stammt aus einer Musikerfamilie, sein Vater war der Musikpädagoge und Komponist Albert Reiter. In den Jahren von 1952 bis 1955 erhielt Herwig seine erste musikalische Ausbildung bei den Wiener Sängerknaben. Von 1959 bis 1965 studierte er Klavier und Musikerziehung an der Universität für Musik und darstellende Kunst Wien. Zudem erhielt er in den Jahren von 1968 bis 1970 eine Gesangsausbildung bei Ferdinand Grossmann.
Bereits vor Abschluss seines Studiums wurde er als Kapellmeister zu den Wiener Sängerknaben engagiert, wo er von 1963 bis 1970 tätig war.
Von 1964 bis 1980 arbeitete er an einem Wiener Gymnasium, an dem er gemeinsam mit Gertraud Cerha und Roswitha Helmberg einen Schultyp gründete, in dem Musik und Bildende Kunst eine bevorzugte Rolle spielen. Bis zum Jahr 2002 war er an der Hochschule, bzw. später Musikuniversität Wien, als Professor für Didaktik und Dirigieren tätig.
Darüber hinaus wirkte er an der Musikuniversität Wien auch als Dirigent, Aufnahmeleiter und war als Referent und Juror beim Bundesjugendsingen in Spittal an der Drau tätig. Reiter gründete das Junge Orchester Wien und den Webern Kammerchor, der jetzt von Alois Glaßner geleitet wird. In Japan ist er auch durch Tourneen, in Österreich durch Sendungen im Rundfunk bekannt.
Seit Antritt seines Ruhestands im Jahr 2002 widmet er sich hauptsächlich seinen Kompositionen. Herwig Reiters Kompositionen wurden auf CD publiziert, seine erste Oper Campiello wurde von der Neuen Oper Wien 2010 uraufgeführt. Reiter verfasste auch zwei Lehrbücher für Musikerziehung (Hören und Gestalten) sowie ein Chorbuch, durch das er in der österreichischen Chorszene bekannt ist.

## Auszeichnungen
- 1987: Niederösterreichischer Landespreis für Verdienste auf dem Gebiet der Musikpädagogik
- 2001: Erwin-Ortner-Preis zur Förderung der Chormusik in Form eines Kompositionsauftrags für Laienchor[3]
- 2003: Würdigungspreis der Republik Österreich für Musik[4]
- 2007: Niederösterreichischer Kulturpreis in der Sparte Musik[5]
- 2011: Preis der Stadt Wien für Musik[6]

## Werke (Auswahl)

### Ensemblemusik
- Sonatine für Querflöte, Cello und Klavier – (1994)[7]
- Fünf Lieder nach Texten von Friedrich Nietzsche – Duo für Klavier und Violoncello mit mittlerer Solostimme (1995)[7]
- Iba de gaunz oaman fraun – Liederzyklus für Sopran und Instrumentalensemble nach Texten von Christine Nöstlinger (1995)[7]
- Im Namen der Liebe – 44 Lieder – Liederzyklus nach Texten von Peter Turrini (1998–2001)[7]
- Messe für St. Augustin – für Kammerorchester, Chor und Vokalquartett (2002)[7]
- Die Schwarze Spinne – Ballade nach Texten von Erich Kästner (2005)[7]

### Vokalmusik
- Fünf Liebesgedichte von Erich Fried – für gemischten Chor (1995)[7]
- Sie sind Fremder – Texte aus der Schubhaft (1996)[7]
- Fünf Geschichten aus dem Sprachbastelbuch – für Chor, Kinderchor und Trio mit Klavier, Kontrabass und Schlagzeug (1996)[7]
- Angesichts eines Endes – für Chor nach Texten von Ingeborg Bachmann (1997)[7]
- Pflichtchöre für das Bundesjugendsingen – für Chor (2001)[7]
- Sakura – A Capella-Arrangement eines bekannten japanischen Volksliedes, für Chor (2001)[7]
- Was es ist – Etude für Chorleiter nach Texten von Erich Fried (2004)[7]
- Tipps – Vokaloktett für drei Tenöre, drei Baritone und zwei Bässe (2011–2014)[7]
- Ave verum corpus – Terzett in lateinischer Sprache für Tenor, Bariton und Bass (2012)[7]
- Domine, nom sum dignus – für drei- bis sechsstimmiges Männerensemble (2012)[7]
- Wir sitzen alle im gleichen Zug – Volksmusik (2015)[7]
- Pflichtstücke für das Bundesjugendsingen in Klagenfurt (2023)

### Orchestermusik
- Mizuo kudasai – Passacaglia für Orchester und hohe Solostimme (1996)[7]
- Festival Music for Chiba – Fanfare-Song-Marsch (1999)[7]
- Konzert für Violoncello und Orchester (1999–2001)[7]

### Solomusik
- Mandje, Mandje, Timpe Te – Das Märchen vom Fischer und seiner Frau nach den Gebrüdern Grimm (2003)[7]
- Rosetta tanzt – Für Solostimme Sopran nach Texten von Geor Büchneryyyy (19xx)[7]
- Über die Liebe – Variationen für Violine solo (2008)[7]

### Bühnenmusik
- Tod auf dem Mond – Operelle nach einem Text von Antonio Fian (2006)[7]
- Der faule Edwin – Dramolett nach einem Text von Antonio Fian (2006)[7]